# Соломон Іван
Іван Роман Соломо́н (24 травня 1910, Зоря, Манітоба — ?) — український громадський і політичний діяч у Канаді; адвокат у Вінніпезі.

## Біографія
Народився 24 травня 1910 року в сім'ї Романа і Анни Соломонів, що приїхали до Канади з с. Сапогів Борщівського повіту і поселились в околиці Зоря коло Сифтону (Манітоба). Закінчив юридичний факультет Манітобського університету і працював адвокатом у Вінніпезі. 22 квітня 1941 року вибраний послом до Манітобського парламенту в окрузі Емерсон.
Діяч в українських організаціях: у 1941—1949 роках президент Союзу українців самостійників) і в Українській греко-православній церкві; у 1941—1957 роках депутат до Законодавчої палати Манітоби (з 1953 заступник спікера), у 1957—1970 роках — суддя окружного, з 1970 року апеляційного, суду (Квінс-Бенч).
Сім'я: 20 липня 1941 року одружився з Євгенією Огризло.